# Região Geográfica Intermediária de Petrópolis
A Região Geográfica Intermediária de Petrópolis é uma das cinco regiões intermediárias do estado brasileiro do Rio de Janeiro e uma das 134 regiões intermediárias do Brasil, criadas pelo Instituto Brasileiro de Geografia e Estatística (IBGE) em 2017. É composta por 19 municípios, distribuídos em três regiões geográficas imediatas.
Sua população total estimada pelo Instituto Brasileiro de Geografia e Estatística (IBGE) para 1º de julho de 2018 é de 1 014 011 de habitantes, distribuídos em uma área total de 8 591,249 km².
Petrópolis é o município mais populoso da região intermediária, com 305 687 habitantes, de acordo com estimativas de 2018 do Instituto Brasileiro de Geografia e Estatística (IBGE).

## Regiões geográficas imediatas
| Região geográfica imediata                             | Municípios | População Estimativa 2018 | Área (km²) |
| ------------------------------------------------------ | --- | ------------------------- | ---------- |
| Região Geográfica Imediata de Petrópolis               | Areal Petrópolis São José do Vale do Rio Preto Teresópolis                                                                                  | 520 714                   | 1 895,269  |
| Região Geográfica Imediata de Nova Friburgo            | Bom Jardim Cantagalo Carmo Cordeiro Duas Barras Macuco Nova Friburgo Santa Maria Madalena São Sebastião do Alto Sumidouro Trajano de Moraes | 341 050                   | 5 152,707  |
| Região Geográfica Imediata de Três Rios-Paraíba do Sul | Comendador Levy Gasparian Paraíba do Sul Sapucaia Três Rios                                                                                 | 152 247                   | 1 543,273  |
| Total                                                  | 19 | 1 014 011                 | 8 591,249  |